# Guerra Jinshin
La guerra Jinshin (壬申の乱, Jinshin no ran) va ser una guerra de successió que va ocórrer al Japó el 672 després de la mort de l'emperador Tenji. El nom es refereix al jinshin (壬申) o novè any del cicle sexagenari del calendari Jikkan Jūnishi, corresponent a l'any occidental 673.
Tenji havia designat originalment el seu germà, el príncep Ōama, com el seu successor en no tenir un descendent masculí, però més tard va canviar d'opinió amb el naixement del seu fill i successor, el Príncep Ōtom el 648, retirant el príncep Ōama a les muntanyes per esdevenir monjo. La violència va esclatar com a resultat de les rivalitats entre faccions, Ōtom, havent pres el tron com a emperador, es va treure la vida després d'un curt regnat de menys d'un any. El seu oncle Ōama llavors el va succeir al tron com l'emperador Tenmu.

## Desenvolupament
Amb la mort de l'emperador Tenji el 10 de gener de 672, el príncep Ōtom amb 24 anys assumeix el tron com a l'emperador Kōbun. Soga no Akae, Soga no Hatayasu, Kose no Omi Hito (巨世臣 比 等), Ki no Ushi (紀大人) i altres magistrats el van seguir.
D'altra banda, el príncep Ōama va fingir ser un monjo al temple a Yoshino, però en realitat estava buscant l'ocasió propícia per començar una rebel·lió contra Ōtom i portar-lo lluny. En secret, va obtenir armes i soldats per preparar-se per al cop d'estat. En el setè mes de 672, va partir de Yoshino i es va dirigir al Palau a Ōtsu on hi havia el nou emperador Ōtom.
La noblesa va prendre part dels dos bàndols i va degenerar en una guerra civil. L'exèrcit del príncep Ōama es va dirigir a l'est cap a Ōmi-kyō (actual Otsu), capital del Japó en aquella època, travessant les províncies de Yamato, Iga i Mino. Moltes dificultats a les tropes del príncep rebel: en alguns comtats els atacs guerrillers els van detenir durant uns quants dies fins que els rebels els vencien definitivament.
La guerra va durar uns mes. Després d'una lluita desesperada, Ōama va guanyar la capital. Ōtom va sortir del palau i va escapar a la muntanya Nagara prop del palau imperial i aquest és forçat a cometre el suïcidi per estrangulament, el 24 d'agost de 672, després d'un regnat efímer de vuit mesos. Els vassalls que el van recolzar van ser detinguts per les tropes d'Ōama i castigats com a criminals de guerra.
Després de guanyar la contesa successòria, el príncep Ōama, va cremar la capital i va tornar a Asuka, on va construir el palau Asuka-Kiyomihara i va contreure núpcies amb l'emperadriu U-Sarara. El príncep Ōama prendria el tron i seria anomenat emperador Tenmu i governaria fins a la seva mort en 686. Curiosament l'emperador Kōbun no va ser considerat Emperador del Japó fins a 1870 quan l'emperador Meiji ho va reconèixer com a tal a la llista d'Emperadors.